# Parepisparis rubricosa
Parepisparis rubricosa là một loài bướm đêm trong họ Geometridae.